# Niepubliczna Wyższa Szkoła Medyczna we Wrocławiu
Niepubliczna Wyższa Szkoła Medyczna we Wrocławiu (NWSM) – jedna z kilkunastu niepublicznych szkół wyższych we Wrocławiu, powstała w 2006 roku jako Niepubliczna Wyższa Szkoła Kosmetyczna. Kształci studentów na czterech podstawowych kierunkach, na studiach stacjonarnych oraz niestacjonarnych. W ramach struktury organizacyjnej uczelni znajduje się 1 wydział – Wydział Profilaktyki Zdrowia.
Większość pracowników naukowo-dydaktycznych stanowią nauczyciele akademiccy z Uniwersytetu Medycznego im. Piastów Śląskich we Wrocławiu, Uniwersytetu Wrocławskiego i Politechniki Wrocławskiej.

## Historia
Niepubliczna Wyższa Szkoła Medyczna we Wrocławiu powstała 19 października 2006 roku na bazie kilku szkół policealnych działających od 1991 roku, w których realizowano kierunki: kosmetyczny, charakteryzacji i wizażu, masażu, fizjoterapii i ratownictwa medycznego. Na siedzibę uczelni wybrano odrestaurowaną kamienicę secesyjną w Śródmieściu Wrocławia przy ul. Nowowiejskiej 69. Uczelnia została wpisana do rejestru Niepublicznych Uczelni Polskich przez Ministra Nauki i Szkolnictwa Wyższego pod numerem 337. Studia na uczelni są realizowane zgodnie z programem zatwierdzonym przez to ministerstwo.

## Władze Uczelni
Źródło: 
- Prezydent Uczelni: Andrzej Żywirski
- Rektor: prof. dr hab. Aleksander Koll
- Dziekan: dr nauk hum. Grażyna Szymańska-Pomorska
- Kanclerz: dr Bartosz Żywirski

## Poczet rektorów
- 2006–2008: prof. dr hab. Wiesław Szczepan Prusek – medycyna (pediatria)
- od 2008: prof. dr hab. Aleksander Koll – chemik (fizykochemia organiczna)

## Kierunki kształcenia
Aktualnie Niepubliczna Wyższa Szkoła Medyczna oferuje możliwość podjęcia studiów pierwszego stopnia (licencjackie, 3-letnie, 3-ipółletnie) na pięciu kierunkach studiów:
- pielęgniarstwo
- kosmetologia
- ratownictwo medyczne
- dietetyka
- elektroradiologia.

Dawniej Uczelnia kształciła również na kierunku zdrowie publiczne.
Niepubliczna Wyższa Szkoła Medyczna prowadzi 2 semestralne studia podyplomowe:
- kosmetologia stosowana,
- podologia,
- odnowa biologiczna i SPA,
- charakteryzacja teatralna i filmowa, wizaż i stylizacja,
- kreowanie wizerunku biznesowo-dyplomatycznego,
- stylizacja i wizaż, kreowanie wizerunku.